# العلاقات الأوزبكستانية التشيلية
العلاقات الأوزبكستانية التشيلية هي العلاقات الثنائية التي تجمع بين أوزبكستان وتشيلي.

## مقارنة بين البلدين
هذه مقارنة عامة ومرجعية للدولتين:
| وجه المقارنة                                              | أوزبكستان       | تشيلي                         |
| --------------------------------------------------------- | --------------- | ----------------------------- |
| المساحة (كم2)                                             | 448.98 ألف      | 756.10 ألف                    |
| عدد السكان (نسمة)                                         | 32.39 مليون     | 17.37 مليون                   |
| الكثافة السكانية (ن./كم²)                                 | 72.14           | 22.97                         |
| العاصمة                                                   | طشقند           | سانتياغو                      |
| اللغة الرسمية                                             | اللغة الأوزبكية | اللغة الإسبانية               |
| العملة                                                    | سوم أوزبكستاني  | بيزو تشيلي، وحدة حساب تشيلية ‏ |
| الناتج المحلي الإجمالي (بليون دولار)                      | 48.72 مليار     | 277.08 مليار                  |
| الناتج المحلي الإجمالي (تعادل القوة الشرائية) بليون دولار | 190.50 مليار    | 419.39 مليار                  |
| الناتج المحلي الإجمالي الاسمي للفرد دولار أمريكي          | 2.13 ألف        | 13.42 ألف                     |
| الناتج المحلي الإجمالي للفرد دولار أمريكي                 | 5.57 ألف        | 22.07 ألف                     |
| مؤشر التنمية البشرية                                      | 0.675           | 0.832                         |
| رمز المكالمات الدولي                                      | +998            | +56                           |
| رمز الإنترنت                                              | .uz             | .cl                           |
| المنطقة الزمنية                                           | ت ع م+05:00     | 00، 00، 00، 00                |

## منظمات دولية مشتركة
يشترك البلدان في عضوية مجموعة من المنظمات الدولية، منها:
| علم المنظمة | اسم المنظمة                               | تاريخ انضمام أوزبكستان | تاريخ انضمام تشيلي |
| ----------- | ----------------------------------------- | ---------------------- | ------------------ |
|             | وكالة ضمان الاستثمار متعدد الأطراف        | 4 نوفمبر 1993          | 12 أبريل 1988      |
|             | منظمة الشرطة الجنائية الدولية             | ?                      | ?                  |
|             | منظمة حظر الأسلحة الكيميائية              | ?                      | ?                  |
|             | الفريق المعني برصد الأرض                  | ?                      | ?                  |
|             | الأمم المتحدة                             | 2 مارس 1992            | 24 أكتوبر 1945     |
|             | مؤسسة التمويل الدولية                     | 30 سبتمبر 1993         | 15 أبريل 1957      |
|             | يونسكو                                    | 26 أكتوبر 1993         | 7 يوليو 1953       |
|             | مؤسسة التنمية الدولية                     | 24 سبتمبر 1992         | 30 ديسمبر 1960     |
|             | البنك الدولي للإنشاء والتعمير             | 21 سبتمبر 1992         | 31 ديسمبر 1945     |
|             | المركز الدولي لتسوية المنازعات الاستشارية | 25 أغسطس 1995          | 24 أكتوبر 1991     |
|             | الاتحاد البريدي العالمي                   | ?                      | ?                  |
|             | الاتحاد الدولي للاتصالات                  | 10 يوليو 1992          | 1908               |

## وصلات خارجية
- موقع وزارة الخارجية الأوزبكستانية
- موقع وزارة الخارجية التشيلية